# Allobates pittieri
Allobates pittieri är en groddjursart som först beskrevs av La Marca, Manzanilla och Abraham Mijares-Urrutia 2004.  Allobates pittieri ingår i släktet Allobates och familjen Aromobatidae. IUCN kategoriserar arten globalt som livskraftig. Inga underarter finns listade i Catalogue of Life.